# بترا فينزيل
بترا فينزيل (بالألمانية: Petra Wenzel)‏ هي متزحلقة ليختنشتانية، ولدت في 20 نوفمبر 1961 في غرابز ‏ في سويسرا.

## وصلات خارجية
- بترا فينزيل على موقع الاتحاد الدولي للتزلج (التزلج على المنحدرات الثلجية) (الإنجليزية)
- بترا فينزيل على موقع أوليمبيديا (الإنجليزية)